# Guatteria chocoensis
Guatteria chocoensis är en kirimojaväxtart som beskrevs av Robert Elias Fries. Guatteria chocoensis ingår i släktet Guatteria och familjen kirimojaväxter. Inga underarter finns listade i Catalogue of Life.